# Althepus bako
Althepus bako är en spindelart som beskrevs av Christa L. Deeleman-Reinhold 1995. Althepus bako ingår i släktet Althepus och familjen Ochyroceratidae. Inga underarter finns listade i Catalogue of Life.